# Wiktoryn Bythner
Wiktoryn Bythner, Victorinus Bythner (ur. ok. 1605 w Głębowicach koło Wadowic, zm. ok. 1670 w Kornwalii), polski hebraista, gramatyk, wykładowca Oksfordu, lekarz.
Pochodził z małopolskiej rodziny protestanckiej o korzeniach niemieckich, był synem Bartłomieja, seniora Kościoła ewangelicko-reformowanego w Małopolsce, młodszym bratem Jana, również duchownego, wybitnego teologa Jednoty polskiej. Od 1629 studiował na uniwersytecie we Frankfurcie nad Odrą, w latach 1631–1633 — uzyskawszy stypendium synodu kalwińskiego — kształcił się w Lejdzie. W 1635 przeniósł się do Anglii, obejmując posadę wykładowcy języka hebrajskiego w kolegium "Christ Church" uniwersytetu w Oksfordzie. W 1643, po wybuchu wojny domowej w Anglii i zajęciu Oksfordu przez wojska króla Karola I, Bythner przeniósł się do Cambridge, a następnie do Londynu.
W 1651 powrócił do Oksfordu na zajmowaną uprzednio posadę wykładowcy. Po kilkunastu latach (około 1664)  przeniósł się na stałe do Kornwalii, gdzie prowadził praktykę lekarską. Ceniony był za zdolności językowe, m.in. przez współczesnego mu antykwariusza i historyka uczelni oksfordzkiej Anthony'ego Wooda. Wydał po łacinie kilka dzieł, z których próbę czasu przetrwały zwłaszcza gramatyka języka hebrajskiego z 1638 oraz Psałterz Dawida z 1645, wznawiane jeszcze w XIX wieku.